# Brown Thomas
Brown Thomas er en kæde bestående af fire luksusstormagasiner i Irland, med en flagskibsbutik på Grafton Street i Dublin.  
Kæden blev etableret da Hugh Brown åbnede butikken i Dublin på Grafton Street nr. 16 i 1848. Året efter udvidede han butikken ind i nr. 17 ved siden af sammen med James Thomas. I midten af 1850'erne havde de også købt nr. 15, og udvidede butikken yderligere. Firmaet blev købt af Harry Gordon Selfridge i 1919, og blev drevet som en gren af Selfridge Provincial Stores indtil 1933, hvor det blev solgt til John McGuire, der havde skabt sit navn i Clerys.  

## Lokationer
- Dublin - 12.000 m2
- Cork - 5.300 m2
- Limerick - 4.000 m2
- Galway - 1.600 m2